# Neivamyrmex sumichrasti
Neivamyrmex sumichrasti är en myrart som först beskrevs av Norton 1868.  Neivamyrmex sumichrasti ingår i släktet Neivamyrmex och familjen myror. Inga underarter finns listade i Catalogue of Life.